# Christopher Buchtmann
Christopher Buchtmann (* 25. April 1992 in Hameln) ist ein deutscher Fußballspieler. Er wird hauptsächlich als defensiver Mittelfeldspieler eingesetzt. Zurzeit steht er beim VfB Oldenburg unter Vertrag. 

## Laufbahn

### Im Verein
Buchtmann wechselte mit 13 Jahren von Hannover 96 zu Borussia Dortmund. Dort spielte er zweieinhalb Jahre bis zur B-Jugend, entschied sich dann jedoch dafür, im Sommer 2008 nach England zum FC Liverpool zu wechseln. Daraufhin wurde er im Januar 2008 von der Borussia nach Hause geschickt, da man keine Spieler für andere Vereine ausbilde. Er spielte danach für ein halbes Jahr bei seinem Heimatverein HSC Blau-Weiß Schwalbe Tündern in der A-Jugend, für die er eigentlich zwei Jahre zu jung war. Zu Beginn seiner ersten Saison für Liverpools Junioren fiel er verletzungsbedingt aus, war danach aber Stammspieler, allerdings auf der Position des linken Verteidigers, obwohl er bisher meist im offensiven Mittelfeld eingesetzt worden war. Im April 2009 erhielt er dort schließlich einen Profivertrag. Er spielte ein Spiel für die Reservemannschaft in der Premier Reserve League, bevor er im Februar 2010 zum Ligakonkurrenten FC Fulham wechselte, für den er neunmal in der Reservemannschaft auflief und zwei Tore erzielte. Im Sommer 2010 wechselte er zurück nach Deutschland und unterschrieb einen Dreijahresvertrag beim Bundesligisten 1. FC Köln. Dort kam er jedoch vorrangig nur in der zweiten Mannschaft zum Einsatz. Am 28. April 2012, dem 33. Spieltag der Saison 2011/12, kam Buchtmann im Auswärtsspiel gegen den SC Freiburg (1:4) zu seinem ersten Bundesligaeinsatz, als er in der 68. Minute für Sławomir Peszko eingewechselt wurde.
In der Vorbereitung auf die Saison 2012/13 wurde Buchtmann von Trainer Holger Stanislawski aus dem Profikader aussortiert und in die zweite Mannschaft versetzt.
Ende August 2012 wechselte Buchtmann innerhalb der Liga ablösefrei zum FC St. Pauli. Er unterschrieb beim Club aus Hamburg einen Einjahresvertrag bis zum 30. Juni 2013 mit Option auf eine weitere Spielzeit. Der Vertrag wurde vorzeitig bis zum Jahr 2015 verlängert. Ende Januar 2014 wurde dieser Vertrag erneut vorzeitig bis Ende Juni 2016 verlängert. Buchtmann konnte sich in der Saison 2013/14 in der Startelf etablieren. Während der Saison 2016/17 zog sich Buchtmann einen Innenbandanriss im Knie zu und musste über einen Monat lang pausieren. Bereits in der Saison 2015/16 fiel Buchtmann aufgrund eines Innenbandanrisses im Knie für fast zwei Monate aus. Während der Zweitligasaison 2017/18 zog Buchtmann sich einen Bänderriss im Sprunggelenk zu und musste knapp einen Monat lang pausieren. Rund einen Monat nach seinem Comeback erlitt er eine Schambeinentzündung und fiel bis Juli 2021 aus. 
Im August 2022 wechselte er zum Drittliga-Aufsteiger VfB Oldenburg. Aufgrund verschiedener Verletzungen kam er dort im Lauf der Saison 2022/23 jedoch nur zu elf Ligaeinsätzen. Am Saisonende stieg er mit der Mannschaft in die Regionalliga ab. Im Sommer 2025 beendet er seine Karriere in Oldenburg.

### In der Nationalmannschaft
Buchtmann spielte seit der U-15 für alle Jugendauswahlmannschaften des Deutschen Fußball-Bundes. Er war Kapitän der U-17-Auswahl, die 2009 Europameister wurde.